# سرنوشت بد
سرنوشت بد (رومانیایی: Osînda) یک فیلم درام رومانیایی به کارگردانی سرجیو نیکلائسکو است که در سال ۱۹۷۶ منتشر شد.
این فیلم در دهمین دورهّ جشنواره بین‌المللی فیلم مسکو به‌نمایش درآمد و آمزا پلئا برندهٔ جایزهٔ «بهترین بازیگر مرد» شد. این فیلم همچنین نمایندهٔ رومانی برای حضور در چهل و نهمین دوره جوایز اسکار برای بهترین فیلم‌های خارجی بود، ولی به فهرست نهایی راه نیافت.

## بازیگران
- آمزا پلئا
- ارنست مافتی
- گئورگه دینیکا
- سرجیو نیکلائسکو
- آیمئی یاکوبسکو
- الکساندرو دوبرسکو
- کورنلیو گاربئا
- واسیله پوپا
- واسیله نیتسولسکو
- کنستانتین رائوتسکی